# Референдум в Швейцарии по школам (1902)
Референдум в Швейцарии по школам проходил 15 марта 1902 года. На референдуме избирателей спрашивали, одобряют ли они федеральную резолюцию о обеспечении федеральным правительством финансовой поддержки государственным начальным школам. Резолюция была одобрена 76,3% голосов и большинством кантонов.

## Избирательная система
Референдум о финансовой поддержке публичным начальным школам был обязательным, для одобрения которого было необходимо двойное большинство.

## Результаты
| Выбор                                | Общее голосование | Общее голосование | Кантоны | Кантоны | Кантоны |
| Выбор                                | Голосов           | %                 | Полных  | Полу-   | Всего   |
| ------------------------------------ | ----------------- | ----------------- | ------- | ------- | ------- |
| За                                   | 258 567           | 76,3              | 19      | 5       | 21,5    |
| Против                               | 80 429            | 23,7              | 0       | 1       | 0,5     |
| Пустых бюллетеней                    | 12 449            | –                 | –       | –       | –       |
| Недействительных бюллетеней          | 1 732             | –                 | –       | –       | –       |
| Всего                                | 353 177           | 100               | 19      | 6       | 22      |
| Зарегистрированных избирателей/ Явка | 757 320           | 46,6              | –       | –       | –       |
| Источник: Nohlen & Stöver            |                   |                   |         |         |         |